# Friedrich von Lüdinghausen Wolff
Friedrich von Lüdinghausen Wolff, né le 26 octobre 1643 à Dünaburg, république des Deux Nations, et décédé le 15 avril 1708 à Breslau, république des Deux Nations est un prêtre jésuite d'origine germano-balte, conseiller des puissants.

## Biographie
Friedrich von Lüdinghausen Wolff est issu d'une famille de haute noblesse originaire de Westphalie installée dans le royaume de Pologne-Lituanie (république des Deux Nations). Il appartient à la minorité germano-balte de la république. Enfant il est page à la cour du roi Jean II Casimir Vasa. Il est par ailleurs un pur produit des jésuites puisqu'il est éduqué par eux aux collèges de Braunsberg, Neisse puis Olomouc. Il entre dans la Compagnie de Jésus en 1659 et c'est à Prague qu'il fera sa formation de jésuite. Homme brillant il est docteur en théologie, théologie et Écritures saintes qu'il enseigne pendant ses premières années. À partir de 1687 il est recteur du collège jésuite de Breslau qu'il élève au rang d'université en 1702. Il en devient le premier chancellier.
Mais c'est en tant qu'homme de confiance de l'empereur du Saint-Empire romain germanique Léopold Ier que Friedrich von Lüdinghausen Wolff entre dans l'histoire. Au service de l'empereur il participe à de nombreuses missions diplomatiques auprès des différentes cours européennes et de la Curie romaine. Ainsi il est présent lorsqu'il s'agit de convaincre le roi de Bohême, Jean-Georges Ier de Saxe d'entrer en guerre contre les Turcs pour sauver Vienne assiégée. Il semble avoir joué un rôle dans la conversion au catholicisme du duc de Honovre lors de son accession au trône du royaume de Pologne. Il utilise toute son autorité et son influence dans les négociations d'union des princes catholiques et protestants contre la menace turque. Il est à Rome en 1689 lorsqu'il s'agit d'aider à résoudre le conflit existant entre le général Tirso González et la France.